# Волчья Гора (Львовская область)
Волчья Гора (укр. Вовча Гора) — село в Яворовской городской общине Яворовского района Львовской области Украины.
Население по переписи 2001 года составляло 225 человек. Занимает площадь 0,612 км². Почтовый индекс — 81006. Телефонный код — 3259.